# Repetophragma ontariense
Repetophragma ontariense är en svampart som först beskrevs av Matsush., och fick sitt nu gällande namn av W.P. Wu 2005. Repetophragma ontariense ingår i släktet Repetophragma, klassen Dothideomycetes, divisionen sporsäcksvampar och riket svampar.   Inga underarter finns listade i Catalogue of Life.